# Parafia Wniebowzięcia Najświętszej Maryi Panny w Starej Wsi
Parafia Wniebowzięcia Najświętszej Maryi Panny w Starej Wsi – parafia rzymskokatolicka znajdująca się w archidiecezji przemyskiej w dekanacie Brzozów. 
Samodzielna parafia w Starej Wsi została założona w 1852. Jest prowadzona przez Jezuitów. Mieści się pd numerem 778.
Obecną świątynię parafialną pw. Wniebowzięcia Najświętszej Maryi Panny wybudowali Paulini w latach 1730–1760. Została konsekrowana w 1760 roku przez biskupa przemyskiego Wacława Hieronima Sierakowskiego. Paulini gościli we wsi od 1728 do kasacji zakonu w 1786. W 1821 kościół objęli Jezuici. 7 sierpnia 1927 r. decyzją papieża Piusa XI świątynia została podniesiona do rangi bazyliki mniejszej.
Parafia zarządza cmentarzem.
Proboszczem parafii od 1 września 2024 roku jest o. Mirosław Bożek SJ. 